# Jean Servin
Jean Servin (né vers 1529 à Blois ou à proximité de Blois - mort en 1609) est un compositeur français de la Renaissance. Huguenot, il s'établit à Genève en 1572 et y reste jusqu'à son décès.
Il a notamment mis en musique la paraphrase des psaumes par George Buchanan. Il séjourne à la cour d'Écosse vers 1579. 
Son œuvre a été étudiée par l'historien de la musique et musicologue Bernard Gagnepain, qui lui a consacré sa thèse et a édité un choix de ses pièces parvenues jusqu'à la période contemporaine (Œuvres choisies de Jean Servin, restituées et présentées par Bernard Gagnepain, musique imprimée, Paris, Costallat, 1957). 
Certaines de ses œuvres ont été chantées en 2009 à Genève.

## Œuvres
- Les 150 pseaumes de David, composés à 3 parties, dont l’une est le chant commun, Orléans, 1565
- Premier livre de chansons nouvelles, 1578
- Deuxième livre de chansons nouvelles, 1578
- Meslanges de chansons nouvelles, 1578
- Psalmi David is a G. Buchanano versibus expressi, 1579

## Discographie
- Chansons et madrigaux de la Renaissance : Jean Servin, Ensemble vocal Jean-Paul Kreder, 1957 (rééd. BNF Collection 2016)
- La Fricassée des cris de Paris dans L'écrit du cri, Ensemble Clément Janequin (dir. Dominique Visse), Harmonia Mundi, 2009
- Stellata coeli dans The Ear of the Huguenots, Ensemble Huelgas (dir. Paul van Nevel), Sony, 2017